# Flinten
Flinten ist ein Ortsteil des Fleckens Bad Bodenteich in der Samtgemeinde Aue im niedersächsischen Landkreis Uelzen.

## Geografie und Verkehrsanbindung
Der Ort liegt nordöstlich des Kernortes Bad Bodenteich.
Das 2,7 ha große Naturschutzgebiet Zwergbirkenmoor bei Schafwedel liegt südlich vom Ort.
Nördlich verläuft die B 71 und westlich der Elbe-Seitenkanal. Am östlichen Ortsrand führt die Landesstraße L 265 vorbei.
Die Grenze zu Sachsen-Anhalt verläuft 3,5 km entfernt südöstlich. Nachbarort in Sachsen-Anhalt ist die Gemeinde Dähre im Altmarkkreis Salzwedel.